# Минеев, Дмитрий Михайлович
Дми́трий Миха́йлович Мине́ев (1916—1954) — подполковник Советской Армии, участник Великой Отечественной войны, Герой Советского Союза (1945).

## Биография
Дмитрий Минеев родился 24 октября 1916 года в деревне Луговые Выселки (ныне — в Городищенском районе Пензенской области). До призыва в армию проживал в Горьком, после окончания десяти классов школы работал на Горьковском автомобильном заводе, параллельно с работой занимался в аэроклубе. В 1940 году Минеев был призван на службу в Рабоче-крестьянскую Красную Армию. Окончил Энгельсскую военную авиационную школу пилотов и Краснодарское военное авиационное училище лётчиков.
К 1945 году старший лейтенант Дмитрий Минеев был заместителем командира эскадрильи 175-го штурмового авиаполка 305-й штурмовой авиадивизии 14-й воздушной армии 3-го Прибалтийского фронта, совершил 95 боевых вылетов на штурмовку скоплений боевой техники и живой силы противника, нанеся ему большие потери. Указом Президиума Верховного Совета СССР от 23 февраля 1945 года старший лейтенант Дмитрий Минеев был удостоен высокого звания Героя Советского Союза с вручением ордена Ленина и медали «Золотая Звезда» за номером 5015.
После окончания войны продолжил службу в Советской Армии. В 1951 году окончил Военно-воздушную академию. Погиб в авиационной катастрофе 21 января 1954 года.
Был также награждён двумя орденами Красного Знамени, орденами Александра Невского, Отечественной войны 1-й степени, Красной Звезды, рядом медалей.

## Память
В честь Минеева названы улица и школа в Нижнем Новгороде.